# Vejdelevskij rajon
Il Vejdelevskij rajon (in russo Вейделевский район?) è un rajon dell'Oblast' di Belgorod, nella Russia europea. Istituito nel 1928, ha come capoluogo Vejdelevka, ricopre una superficie di 1.356 km2 ed ospitava nel 2010 una popolazione di circa 22.000 abitanti.